# (22618) Silva Nortica
(22618) Silva Nortica est un astéroïde de la ceinture principale.

## Description
(22618) Silva Nortica est un astéroïde de la ceinture principale. Il fut découvert le 28 mai 1998 à l'Observatoire Kleť par Miloš Tichý. Il présente une orbite caractérisée par un demi-grand axe de 2,33 UA, une excentricité de 0,14 et une inclinaison de 3,5° par rapport à l'écliptique.

## Compléments